# Fallout Tactics: Brotherhood of Steel
Fallout Tactics: Brotherhood of Steel – komputerowa gra strategiczna z elementami gry fabularnej osadzona w postapokaliptycznym świecie przyszłości, wyprodukowana przez Micro Forté i wydana w 2001 roku przez Interplay Entertainment. Gra należy do serii Fallout i w przeciwieństwie do poprzednich części serii zawiera tryb gry wieloosobowej. Rozgrywka może odbywać się zarówno przez sieć lokalną, jak i przez Internet. Na jednej mapie grać może 18 graczy kontrolujących maksymalnie 36 bohaterów.

## Rozgrywka
Gracz rozpoczyna grę w wirtualnym świecie obserwowanym w widoku izometrycznym. Rozgrywka toczy się w trybie turowym bądź w czasie rzeczywistym. Gracz może grać samotnie lub w trybie gry wieloosobowej.
W stosunku do gier Fallout i Fallout 2 wprowadzono zmiany w rozgrywce, takie jak zwiększona liczba ras czy zmiana limitu punktów SPECIAL przydzielanych w celu zwiększenia danych umiejętności gracza.

### Kampania
Kampanię gracz rozpoczyna jako rekrut organizacji o nazwie Bractwo Stali. Bractwo przydziela wiele misji, z których część obejmuje obszar istniejących dzisiaj miast i miejsc leżących na terenie Stanów Zjednoczonych, takich jak Freeport, Rock Falls, Preoria, Quincy, Springfield, St. Louis, Jefferson, Kansas City czy Osceolla. Na początku podróży przestrzenie pokonuje się na piechotę, jednak w czasie niektórych z misji można znaleźć różne pojazdy, które usprawniają podróż oraz zapewniają częściowo ochronę. Jednak pojazdy mogą zostać zniszczone bezpowrotnie, dlatego należy uważać na ich stan oraz w miarę możliwości naprawiać. Wraz z wykonywaniem kolejnych misji gracz zyskuje coraz większą liczbę baz (bunkrów Bractwa Stali), co wiąże się z nowymi, coraz silniejszymi przeciwnikami. Gracz w miarę rozgrywki musi mierzyć się z bandytami, zmutowanymi zwierzętami, łupieżcami i robotami. W Bractwie Stali można wyróżnić dwa rodzaje jego członków. Są to wojskowi i naukowcy – tzw. Skrybowie. Wojskowi zdobywają poszczególne rangi wraz ze zdobywaniem doświadczenia, począwszy od kadetów, giermków, rycerzy aż do paladynów. Skrybowie są naukowcami, zajmują się głównie opracowywaniem nowych technologii, jak i poznawaniem „techniki starożytnych”, ludzi sprzed wojny atomowej. 

### Gra wieloosobowa
Rozgrywka w trybie gry wieloosobowej może odbywać się zarówno przez sieć LAN, jak i przez Internet. Przed rozpoczęciem gry gracz może dokonać personalizacji rozgrywki, na przykład liczbę punktów doświadczenia przydzielanych postaciom, liczbę członków zespołu, rodzaj mapy, na której ma miejsce rozgrywka itp.

## Fabuła
Akcja gry zaczyna się po wschodniej części Stanów Zjednoczonych, po wielkiej wojnie atomowej, która niemal zniszczyła życie na ziemi. Gracz wciela się w jedną z osób ukrytych w krypcie (rodzaju schronu pozwalającego w grze przetrwać wojnę), która wychodzi ze schronienia. Postać kierowana przez gracza nie jest pierwszą, która opuszcza schronienie. Pierwsi uchodźcy z podziemia, zrzeszeni w tzw. Bractwie Stali, popadli w konflikt z innymi mieszkańcami podziemia. Gracz dociera do Bractwa Stali, którego siedziba znajduje się w Chicago, i próbuje wkupić się w ich łaski.